# Бочкин, Волеслав Яковлевич
Волеслав Яковлевич Бочкин (18 января 1932, Сталинград — 15 марта 1996, Москва) — советский конструктор в области разработки ядерных боеприпасов, лауреат Государственной премии СССР.

## Биография
После окончания Московского энергетического института и до последних дней жизни работал во ВНИИА, прошёл путь от инженера до начальника научно-исследовательской лаборатории.
Государственная премия СССР 1974 года — за создание системы экспериментальной отработки и испытательного комплекса для отработки ядерных боеприпасов.
Награждён медалями «За доблестный труд. В ознаменование 100-летия со дня рождения В. И. Ленина», «За трудовую доблесть».